# 12-Stunden-Rennen von Sebring 1965

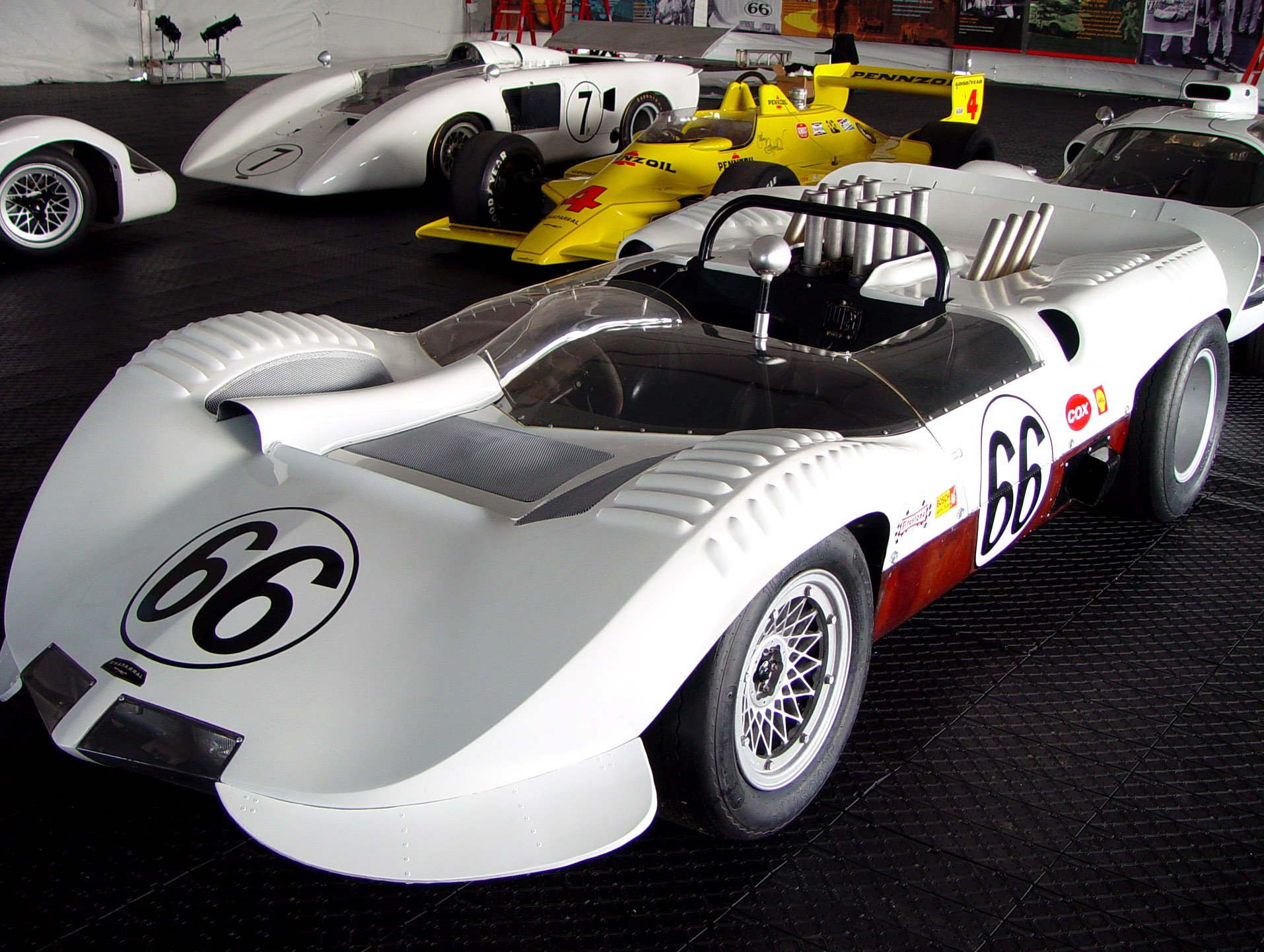
Chaparral 2A

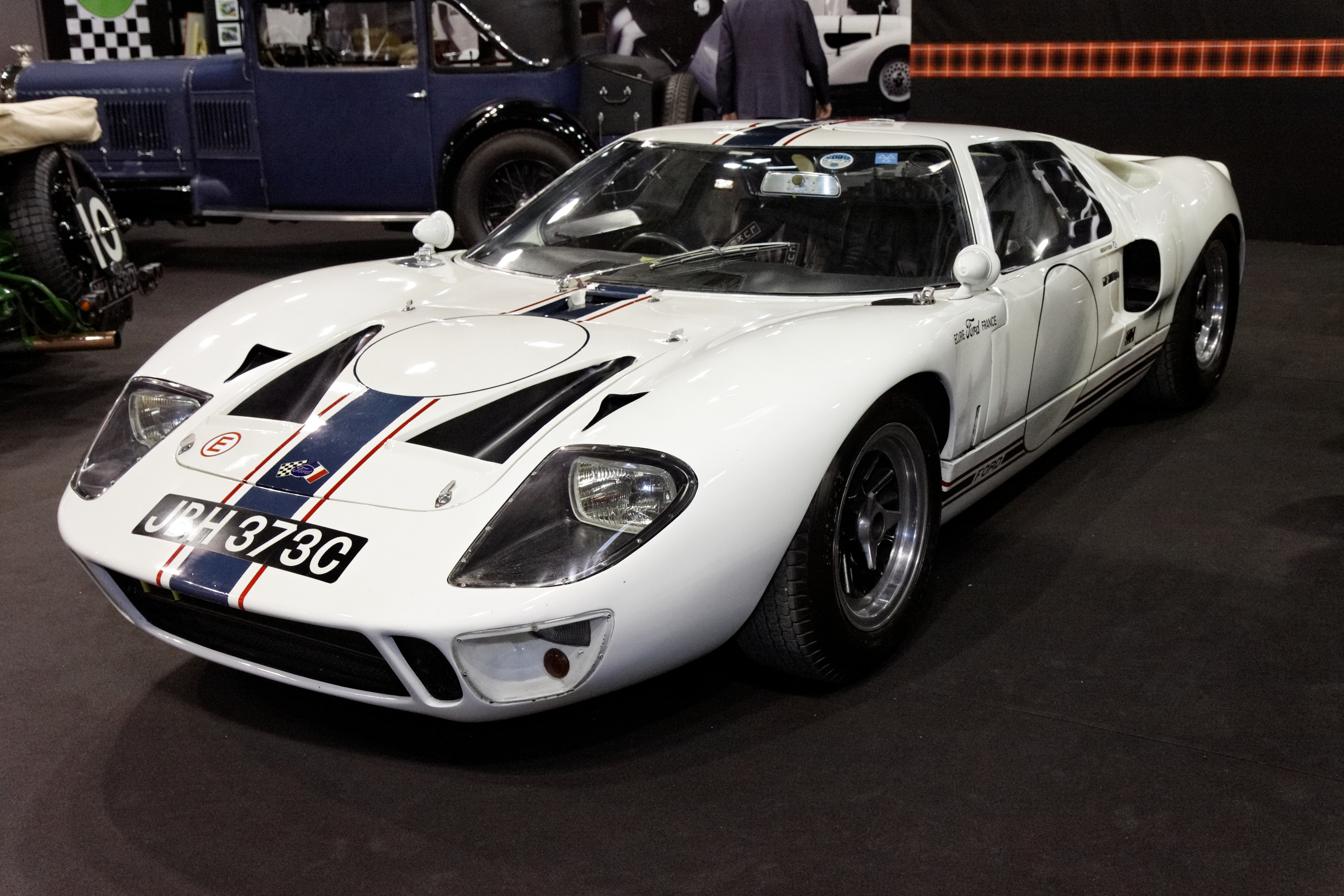
Ford GT40, Baujahr 1965

Das 14. 12-Stunden-Rennen von Sebring, auch The Florida 12 Hour Grand Prix of Endurance, Sebring, fand am 27. März 1965 auf dem Sebring International Raceway statt und war der zweite Wertungslauf der Sportwagen-Weltmeisterschaft dieses Jahres.

## Das Rennen
Da mehr Zuschauer als gewohnt dieses 12-Stunden-Rennen besuchen wollten, waren alle Zufahrten zur Rennstrecke derart verstopft, dass Tausende Fans erst Stunden nach dem Start eintrafen. Die Veranstalter gaben 100.000 Zuschauer am Renntag vor Ort an.
Das große Interesse wurde vor allem auf die US-amerikanischen Teams und deren Rennfahrzeuge zurückgeführt. Neben den hubraumstarken Shelby Daytonas waren das vor allem die Ford GT40, die 1964 zwar schon gemeldet waren, aber erst 1965 ihr Sebring-Debüt gaben. Nachdem der Kauf von Ferrari gescheitert war, beschloss Henry Ford II, ein eigenes, ehrgeiziges Sportprogramm aufzubauen, um Ferrari beim 24-Stunden-Rennen von Le Mans, in Sebring und den Rennen der Sportwagen-Weltmeisterschaft zu schlagen. Dafür wurde in Slough, England, ein spezielles Entwicklungsteam eingesetzt. Man versicherte sich der Hilfe von Eric Broadley, der bei Lola Cars bereits an einem Prototyp mit V8-Motor arbeitete, und verpflichtete danach John Wyer (früher Aston Martin) als Leiter des Programms. Das Ergebnis war 1964 der GT40. 1965 fiel die Entscheidung, eine begrenzte Stückzahl in den Verkauf zu bringen. Unter der bulligen Karosserie befand sich ein stabiler Rahmen aus Stahl. In den Prototypen arbeitete ein 4,2-Liter-V8 mit Colotti-Getriebe von Ford USA. Zwei GT40, gemeldet von Al Dowd und Ken Miles waren am Start. Von den beiden Chaparral 2A mit Automatikgetriebe und Chevrolet-Zweiventil-Saug-V-Achtzylinder wurde seitens der Fachwelt nicht erwartet, dass sie die 12-Stunden-Tortur auf der unebenen Piste von Sebring durchstehen.
Die Scuderia Ferrari verzichtete auf eine Rennteilnahme, weil sie mit der Einteilung der Rennklassen nicht einverstanden war und wieder einmal den Streit mit dem Veranstalter vor dem Rennen nicht beilegen konnte. Dennoch waren eine Vielzahl von Ferrari 250LM und 275P am Start. US-amerikanische Ferrari-Händler finanzierten den Einsatz der Wagen, besetzt unter anderem mit Ferrari-Werkspiloten. Die nur Italienisch sprechenden Mechaniker in schwarzen Armeeoveralls stellten sich bald als Ferrari-Mitarbeiter heraus.
Das Training dominierte der Chaparral mit Jim Hall am Steuer, der in der Qualifikation die 3-Minuten-Grenze deutlich unterbot. Auch im Rennen waren die beiden 2A das Maß der Dinge. Zu Beginn konnten Jim Hall nur Richie Ginther im GT40 und Dan Gurney im Leichtbau Lotus 19J folgen, fielen jedoch bald aus. Massiv beeinflusst wurde das Rennen durch einen heftigen Gewitterregen nach ungefähr fünf Stunden Fahrzeit. Der Regen war so stark, dass binnen weniger Minuten die Boxengasse mehrere Fuß hoch unter Wasser stand. Und obwohl auch die Strecke rasch überflutet war, was unzählige Dreher und Ausrutscher zur Folge hatte, wurde das Rennen nicht unterbrochen. Erstaunlicherweise überstand der offene und durch sein Automatikgetriebe im Regen schwer zu fahrende Chaparral von Hall und Hap Sharp den Gewittersturm unbeschadet und gewann, umjubelt von den Zuschauern, das Rennen mit vier Runden Vorsprung auf den GT40 von Ken Miles und Bruce McLaren.

## Ergebnisse

### Schlussklassement
| 1               | SR + 2.0 | 3  | Chaparral Cars                 | Jim Hall Hap Sharp                               | Chaparral 2A                   | 196 |
| 2               | P + 4.0  | 11 | Al Dowd                        | Ken Miles Bruce McLaren                          | Ford GT40                      | 192 |
| 3               | P 4.0    | 31 | David Piper Auto Racing Ltd.   | David Piper Anthony Maggs                        | Ferrari 250LM                  | 190 |
| 4               | GT 5.0   | 15 | Shelby-American Inc.           | Bob Bondurant Jo Schlesser                       | Shelby Cobra Daytona Coupe     | 187 |
| 5               | GT 2.0   | 40 | Porsche Automobile Co.         | Lake Underwood Günter Klass                      | Porsche 904 GTS                | 185 |
| 6               | GT 2.0   | 39 | Porsche Automobile Co.         | Joe Buzzetta Ben Pon                             | Porsche 904 GTS                | 185 |
| 7               | GT 5.0   | 14 | Shelby-American Inc.           | Bob Johnson Tom Payne                            | Shelby Cobra Daytona Coupe     | 185 |
| 8               | SR + 2.0 | 33 | Kleiner Racing Enterprises     | Umberto Maglioli Giancarlo Baghetti              | Ferrari 275P                   | 184 |
| 9               | P 2.0    | 38 | Porsche Automobile Co.         | Gerhard Mitter Herbert Linge                     | Porsche 904/8                  | 184 |
| 10              | GT 2.0   | 38 | Precision Motors               | Scooter Patrick Dave Jordan                      | Porsche 904 GTS                | 183 |
| 11              | P 4.0    | 29 | Mecom Racing Team              | Walt Hansgen Mark Donohue                        | Ferrari 250LM                  | 183 |
| 12              | P 4.0    | 32 | Ed Hugus                       | Ed Hugus Tom O’Brien Charlie Hayes Paul Richards | Ferrari 275P                   | 182 |
| 13              | GT 5.0   | 12 | Shelby-American Inc.           | Ed Leslie Allen Grant                            | Shelby Cobra Daytona Coupe     | 178 |
| 14              | P + 4.0  | 2  | George Wintersteen             | George Wintersteen Peter Goetz Ed Diehl          | Chevrolet Corvette Grand Sport | 175 |
| 15              | P 2.0    | 61 | Donald Healey Motor Co.        | Clive Baker Rauno Aaltonen                       | Austin-Healey Sebring Sprite   | 175 |
| 16              | GT 1.6   | 58 | Autodelta S.p.A.               | Jean Rolland Bernard Consten                     | Alfa Romeo Giulia TZ           | 175 |
| 17              | GT 3.0   | 34 | Donald Healey Motor Co.        | Paul Hawkins Warwick Banks                       | Austin-Healey 3000             | 175 |
| 18              | P 2.0    | 62 | Donald Healey Motor Co.        | Paddy Hopkirk Timo Mäkinen                       | Austin-Healey Sebring Sprite   | 175 |
| 19              | GT 5.0   | 17 | Shaw Racing Team               | Dick Thompson Graham Shaw                        | Shelby Cobra                   | 173 |
| 20              | GT 2.0   | 44 | Briggs Cunningham              | Briggs Cunningham John Fitch Bill Bencker        | Porsche 904 GTS                | 173 |
| 21              | GT 5.0   | 16 | Shelby-American Inc.           | Lew Spencer Jim Adams Phil Hill                  | Shelby Cobra Daytona Coupe     | 173 |
| 22              | SR + 2.0 | 4  | Chaparral Cars                 | Ronnie Hissom Bruce Jennings                     | Chaparral 2A                   | 173 |
| 23              | P 4.0    | 81 | Fong Racing Associates         | Willy Mairesse Mauro Bianchi                     | Ferrari 275P                   | 171 |
| 24              | GT 1.6   | 56 | Autodelta S.p.A.               | Roberto Bussinello Andrea de Adamich             | Alfa Romeo Giulia TZ           | 170 |
| 25              | P 2.0    | 49 | British Motor Corp.            | Frank Morrill Merle Brennan                      | MGB                            | 169 |
| 26              | GT 1.3   | 68 | British Motor Corp.            | Andrew Hedges Roger Mac                          | MG Midget                      | 168 |
| 27              | GT 1.6   | 57 | Autodelta S.p.A.               | Bruno Deserti Teodoro Zeccoli                    | Alfa Romeo Giulia TZ           | 167 |
| 28              | GT 2.0   | 53 | R.B.M. Motors                  | Jack Ryan Ted Tidwell                            | Porsche 904 GTS                | 163 |
| 29              | GT 1.3   | 67 | Standard Triumph Inc.          | Ed Barker Duane Feuerhelm Mike Rothschild        | Triumph Spitfire               | 163 |
| 30              | GT 1.3   | 66 | Standard Triumph Inc.          | Bob Tullius Charlie Gates                        | Triumph Spitfire               | 162 |
| 31              | GT 1.6   | 54 | David McClain                  | David McClain Leland Dieas                       | Porsche 356SC                  | 158 |
| 32              | GT 2.0   | 48 | British Motor Corp.            | Brad Picard Al Pease                             | MGB                            | 151 |
| 33              | GT + 5.0 | 5  | George Robertson               | George Robertson Dick Boo                        | Chevrolet Corvette Sting Ray   | 145 |
| 34              | P 2.0    | 60 | Turner Cars Ltd.               | Al Rogers George Waltman                         | Turner Sprint Special          | 143 |
| 35              | P + 4.0  | 1  | Ridgeway Racing Inc.           | Delmo Johnson Dave Morgan                        | Chevrolet Corvette Grand Sport | 137 |
| 36              | GT 1.6   | 59 | Duchess Auto Inc.              | Peter Pulver Lance Pruyn Newton Davis            | Lotus Elan                     | 127 |
| 37              | GT 1.3   | 69 | Societe des Automobiles Alpine | Frank Manley Kenneth Sellers                     | Alpine A110                    | 99  |
| 38              | GT 2.5   | 37 | Barry Martin                   | Barry Martin Craig Hill                          | Triumph TR4                    | 95  |
| 39              | GT 1.3   | 71 | Howard Hanna                   | Howard Hanna Richard Toland                      | René Bonnet Djet               | 95  |
| 40              | GT 2.4   | 25 | Jaguar Car Inc.                | Dave Hull Bob Kingham                            | Jaguar E-Type                  | 95  |
| Ausgefallen     |          |    |                                |                                                  |                                |     |
| 41              | P 4.0    | 26 | Scuderia Bear                  | Bob Grossman Skip Hudson                         | Ferrari 330P                   | 143 |
| 42              | SR + 2.0 | 30 | Mecom Racing Team              | Pedro Rodríguez Graham Hill                      | Ferrari 330P                   | 133 |
| 43              | P + 4.0  | 9  | Bizzarini Automobili           | Charlie Rainville Mike Gammino                   | Iso Grifo A3C                  | 122 |
| 44              | P 4.0    | 27 | John Fulp                      | Charlie Kolb John Fulp                           | Ferrari 330P                   | 104 |
| 45              | GT 2.0   | 45 | Peter Gregg                    | George Barber Peter Gregg                        | Porsche 904 GTS                | 99  |
| 46              | GT 5.0   | 18 | Ed Lowther                     | Ed Lowther Bob Nagel                             | Shelby Cobra                   | 93  |
| 47              | P 2.0    | 52 | Ginetta Cars Ltd.              | Jack Walsh Gordon Browne Peter Keith             | Ginetta G4R                    | 82  |
| 48              | SR + 2.0 | 21 | Greenwich Autos Inc.           | Sherman Decker Oscar Koveleski                   | Cooper T61 Monaco              | 70  |
| 49              | GT 1.6   | 55 | Autodelta S.p.A.               | Gaston Andrey Chuck Stoddard                     | Alfa Romeo Giulia TZ           | 66  |
| 50              | GT 5.0   | 20 | Gerber-Payne Ford              | George Reed Dan Gerber                           | Shelby Cobra                   | 64  |
| 51              | GT + 5.0 | 6  | Ken Hablow                     | Donald Yenko John Bushell                        | Chevrolet Corvette Sting Ray   | 61  |
| 52              | SR + 2.0 | 22 | Mecom Racing Team              | John Cannon Jack Saunders                        | Lola T70                       | 55  |
| 53              | GT 1.3   | 70 | Fred Baker                     | Fred Baker Bill Kirtley                          | Alpine A110                    | 53  |
| 54              | GT 2.0   | 51 | Art Riley                      | Art Riley Nick Cone                              | Volvo P1800                    | 51  |
| 55              | GT 1.3   | 64 | Crespi Motors                  | John Norris Roger Heftler                        | Lotus Elite                    | 46  |
| 56              | SR + 2.0 | 23 | All American Racers Inc.       | Dan Gurney Jerry Grant                           | Lotus 19J                      | 43  |
| 57              | P + 4.0  | 10 | Ken Miles                      | Richie Ginther Phil Hill                         | Ford GT40                      | 37  |
| 58              | GT 2.0   | 46 | Art Swanson                    | Art Swanson Robert Ennis                         | Abarth-Simca 2000GT            | 36  |
| 59              | GT 2.0   | 42 | Carl Lindell Co.               | David Lane Chuck Cassel                          | Porsche 904 GTS                | 36  |
| 60              | GT 3.0   | 35 | Peter Clarke                   | Skip Scott Peter Clarke                          | Ferrari 250 GTO                | 35  |
| 61              | GT 1.3   | 63 | Scuderia Bear                  | Richard Holquist Millard Ripley                  | Abarth-Simca 1300 Bialbero     | 27  |
| 62              | GT 4.0   | 28 | Richard Robson                 | Richard Robson Art Baggely                       | Jaguar E-Type                  | 26  |
| 63              | P 2.0    | 53 | Competition Components Inc.    | Ray Cuomo John Bentley                           | Beach Mk.8                     | 16  |
| 64              | P + 4.0  | 8  | Bizzarini Automobili           | Silvio Moser Mario Casoni                        | Iso Grifo A3C                  | 16  |
| 65              | GT 1.3   | 82 | British Motor Corp.            | Chuck Tannlund John Wagstaff                     | MG Midget                      | 7   |
| 66              | GT 1.3   | 65 | Standard Triumph Inc.          | Peter Bolton Mike Rothschild                     | Triumph Spitfire               | 5   |
| Nicht gestartet |          |    |                                |                                                  |                                |     |
| 67              | GT + 5.0 | 7  | Jack Wybenga                   | Jack Wybenga Harry Jackson                       | Chevrolet Corvette Sting Ray   | 1   |
| 68              | GT 5.0   | 19 | Arthur Harrison                | Pete Harrison Lin Coleman                        | Shelby Cobra                   | 2   |
| 69              | GT 2.0   | 47 | Faza Motorsport                | John Wagstaff Jody Porter                        | Abarth-Simca 2000GT            | 3   |
| 70              | P 2.0    | 50 | Abglian Racing Dev.            | Richard Wrottesley Trevor Taylor                 | Elva Mk.8                      | 4   |
| 71              | GT 2.0   | T  | Porsche Automobile Co.         |                                                  | Porsche 904 GTS                | 5   |

1 Reserve
2 Reserve
3 Reserve
4 nicht gestartet
5 Trainingswagen

### Nur in der Meldeliste
Hier finden sich Teams, Fahrer und Fahrzeuge, die ursprünglich für das Rennen gemeldet waren, aber aus den unterschiedlichsten Gründen daran nicht teilnahmen.
| Pos. | Klasse   | Nr. | Team             | Fahrer                                  | Chassis                |
| ---- | -------- | --- | ---------------- | --------------------------------------- | ---------------------- |
| 72   | SR + 2.0 | 24  | Team Lotus       | Jim Clark Jack Sears                    | Lotus 30               |
| 73   | P 4.0    | 33  | E. de Vroom      | E. de Vroom Tom O’Brien                 | Ferrari 275 GTB        |
| 74   | GT 2.5   | 36  | A. R. C. O. Inc. | Anatoly Arutunoff Bill Pryor Dick Irish | Lancia Flaminia Zagato |

### Klassensieger
| Klasse   | Fahrer           | Fahrer          | Fahrzeug                     | Platzierung im Gesamtklassement |
| -------- | ---------------- | --------------- | ---------------------------- | ------------------------------- |
| SR + 2.0 | Jim Hall         | Hap Sharp       | Chaparral 2A                 | Gesamtsieg                      |
| P + 4.0  | Ken Miles        | Bruce McLaren   | Ford GT40                    | Rang 2                          |
| P 4.0    | David Piper      | Anthony Maggs   | Ferrari 250LM                | Rang 3                          |
| P 2.0    | Gerhard Mitter   | Herbert Linge   | Porsche 904/8                | Rang 9                          |
| GT + 5.0 | George Robertson | Dick Boo        | Chevrolet Corvette Sting Ray | Rang 33                         |
| GT 5.0   | Bob Bondurant    | Jo Schlesser    | Shelby Cobra Daytona Coupe   | Rang 4                          |
| GT 3.0   | Paul Hawkins     | Warwick Banks   | Austin-Healey 3000           | Rang 17                         |
| GT 2.0   | Lake Underwood   | Günter Klass    | Porsche 904 GTS              | Rang 5                          |
| GT 1.6   | Jean Rolland     | Bernard Consten | Alfa Romeo Giulia TZ         | Rang 16                         |
| GT 1.3   | Andrew Hedges    | Roger Mac       | MG Midget                    | Rang 26                         |

### Renndaten
- Gemeldet: 74
- Gestartet: 66
- Gewertet: 40
- Rennklassen: 10
- Zuschauer: 100000
- Wetter am Renntag: heiß, mit schwerem Gewitterregen zur Mitte des Rennens
- Streckenlänge: 8,369 km
- Fahrzeit des Siegerteams: 12:00:00,000 Stunden
- Gesamtrunden des Siegerteams: 196
- Gesamtdistanz des Siegerteams: 1640,243 km
- Siegerschnitt: 136,348 km/h
- Pole Position: Jim Hall – Chaparral 2A (#3) – 2:57,600 = 169,633 km/h
- Schnellste Rennrunde: Jim Hall – Chaparral 2A (#3) – 2:59,300 – 168,025 km/h
- Rennserie: 2. Lauf zur Sportwagen-Weltmeisterschaft 1965